# 그리스-로마 다신교의 쇠퇴
콘스탄티누스의 전환 당시 그리스-로마 세계에는 세 가지 주류 종교가 있었다.
- 고대 그리스와 로마의 전통적 다신교(그리스-로마 신화)
- 로마 황제를 현인신으로 모시는 황제 숭배
- 수많은 밀교들: 디오니소스교, 엘레우시스교, 키벨레교, 미트라교, 이시스교 등

초기 기독교는 1세기에서 4세기까지 로마 제국에서 서서히 세를 불려나가 313년 합법종교로 공인되고 380년에는 테살로니카 칙령으로 로마의 국교가 되었다. 하지만 그리스 다신교는 고대 후기 내내 그리스를 중심으로 존속했고, 기독교의 승리 이후에도 기독교와 계속 경쟁하면서 아주 서서히 쇠퇴했다.

## 약사
- 313년 밀라노 칙령: 콘스탄티누스 1세와 리키니우스가 기독교 신교의 자유를 공인.
- 329년–335년: 콘스탄티누스 1세가 아토스산, 디뒤마, 아이게아이, 바알베크 등지의 그리스 신전들을 파괴할 것을 명령했다고 알려짐. 하지만 다신교도 수사학자 리바니우스의 기록에 따르면 콘스탄티누스 1세는 전통(비기독)종교에 어떠한 변화도 가하지 않았고, 콘스탄티누스 1세의 치세 동안 다신교 의식들은 모두 멀쩡히 수행되었다. 콘스탄티누스 1세는 비기독교의 희생제의를 금지하지도 않았고, 조시무스의 기록에서는 신도시 콘스탄티노폴리스에 다신교 신전을 두 개 새로 건립하기도 했다.
- 361년–363년: 마지막 비기독교 황제 율리아누스가 그리스 종교의 부활을 선포.
- 389년–391년 테오도시우스 1세, 기독교를 로마 제국의 공식 국교로 지정.
- 440년-450년: 아테네, 올림피아를 비롯 그리스 도시들의 모든 그리스교 기념물, 제단, 신전들이 파괴됨. 독일 역사가 그레고로비우스의 『아테네사』에 따르면 아테네의 것이 그나마 가장 잘 보존된 것이었다 함.
- 410년-529년: 기원전 1세기에 술라가 파괴했던 플라톤의 아카데미를 신플라톤주의자들이 재건.[1] 529년, 동로마 황제 유스티니아누스 1세는 아카데미 교수들의 비기독교 신앙을 이유로 재정 지원을 중단시킴. 유스티니아누스 제국의 중심지였던 콘스탄티노폴리스, 안티오키아, 알렉산드리아의 학교들은 운영을 계속함.[2][3] 블루멘탈,[4] 캐머런[5] 등 현대의 역사학자들은 529년 이후로도 신플라톤 아카데미가 5-60년은 더 존속했다고 생각한다.
- 651년: 하란이 이슬람교 세력에게 함락됨. 헤르메스교 전통의 후계자인 사비교인들은 『헤르메티카』를 따르는 자들로 판단되었고 이슬람 치하에서 생존이 허가됨.
- 804년: 그리스 라코니아 지방의 마니오트인들이 그들을 기독교로 개종시키려는 콘스탄티노폴리스 총대주교 타라시오스에게 저항.[6]

## 같이 보기
- 테오도시우스 1세
- 기독교의 역사
- 기독교 연표